# Neye
Neye ist eine Siedlung von Wipperfürth im Oberbergischen Kreis im Regierungsbezirk Köln in Nordrhein-Westfalen (Deutschland).

## Lage und Beschreibung
Die Neyesiedlung liegt etwa 1,5 km nordwestlich vom Stadtzentrum Wipperfürths, eingerahmt zwischen der Kreisstraße K13 und der Verbindungsstraße nach Hückeswagen-Fürweg. Weitere Nachbarorte sind Klitzhaufe, Stöpgeshof, Wipperhof und Hilgersbrücke.
Der kleine Sportflugplatz Neye trennt die Siedlung von der Wupper. Die stillgelegte Bahnstrecke von Remscheid-Bergisch-Born nach Marienheide (Wippertalbahn) verläuft ebenfalls unmittelbar südlich der Siedlung.

## Geschichte
Wahrscheinlich 1353 wurde der Ort das erste Mal urkundlich erwähnt: „Heynemanno de Neyden ist Wipperfürther Schöffe (andere Deutung: Nien).“ Die Schreibweise der Erstnennung war Neyden.
Ihren Namen erhielt die Siedlung nach dem Bach Neye, welcher in der sich unweit befindlichen Neyetalsperre gestaut wird und hier in der Wupper mündet.
Bis Ende der 1940er Jahre gab es hier nur ein paar Höfe, das Gebiet war landwirtschaftlich geprägt. Dann beschloss die Stadt Wipperfürth auf Fürsprache und Drängen des Dechanten Joseph Mäurer, hier Baugrund freizugeben, um den vielen Kriegsvertriebenen eine neue Heimstatt anbieten zu können. So entstand hier die größte Wohnsiedlung der Stadt Wipperfürth, mit dem damals sehr aktiven Siedlerverein Neye. Dieser ließ auch eine schöne Chronik der Siedlung anfertigen.
Eine Straße trägt jetzt den Namen von Dechant Joseph Mäurer.

## Verkehrslandeplatz
Seit 1956 betreibt der Luftsportverein Wipperfürth zwischen der Neye-Siedlung und der Wupper einen Flugplatz. Der Flugplatz Wipperfürth-Neye war lange der einzige Verkehrslandeplatz im Oberbergischen Land, ist mittlerweile aber nur noch als Sonderlandeplatz klassifiziert.

## Bauwerke
In Neye, Paulstraße 8, befindet sich die Katholische Kirche St. Michael, 1956–1957 errichtet von dem Architekten Bernhard Rotterdam. Die großen Glasfronten stammen von Paul Weigmann aus Leverkusen-Küppersteg. Einige Ausstattungsstücke fertigte der Kölner Künstler Sepp Hürten. An der Südwand befindet seine Skulptur des Patrons der Kirche: der Heilige Michael von dem Wipperfürther Bildhauer Hans Joachim Bergmann (1992).

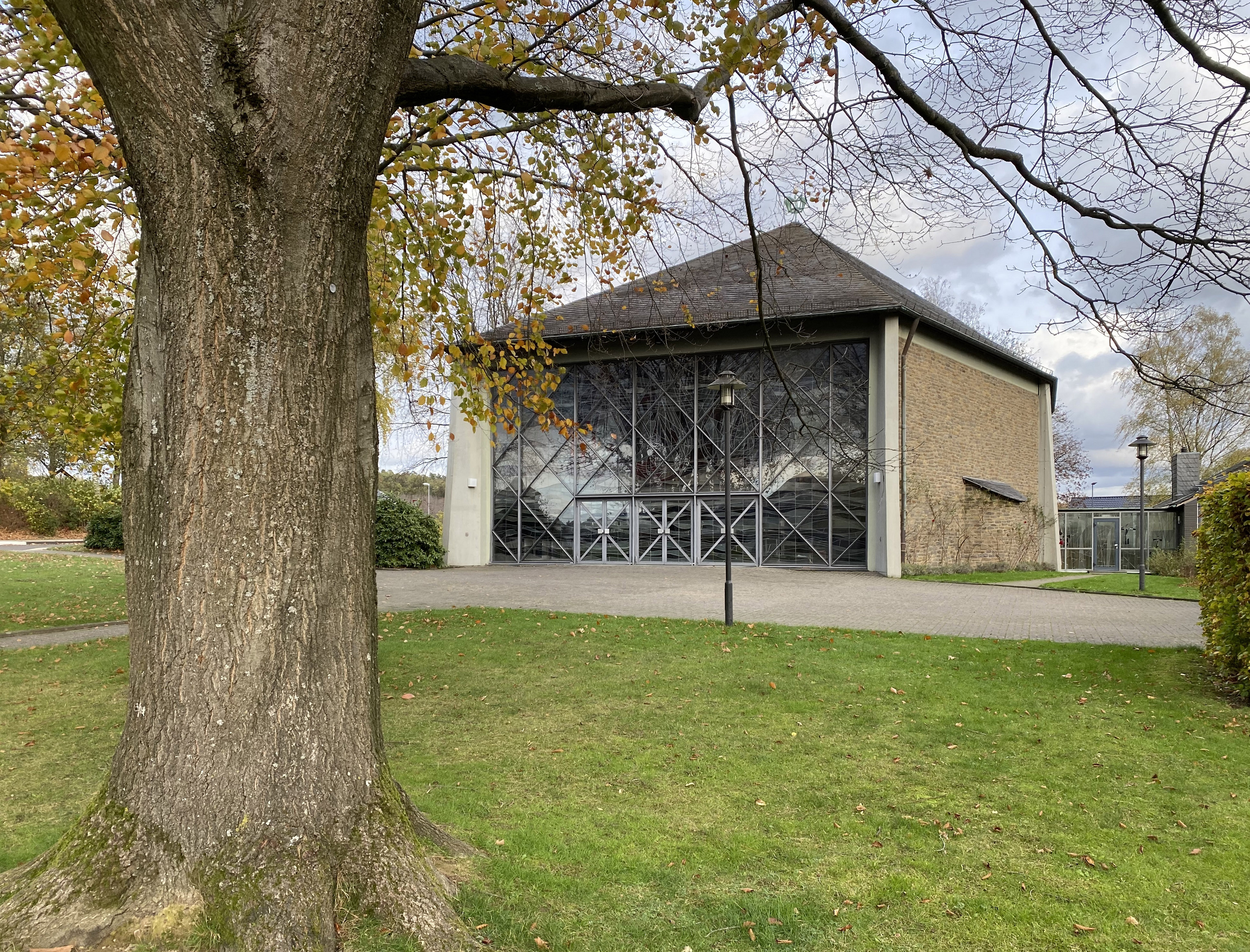
St. Michael
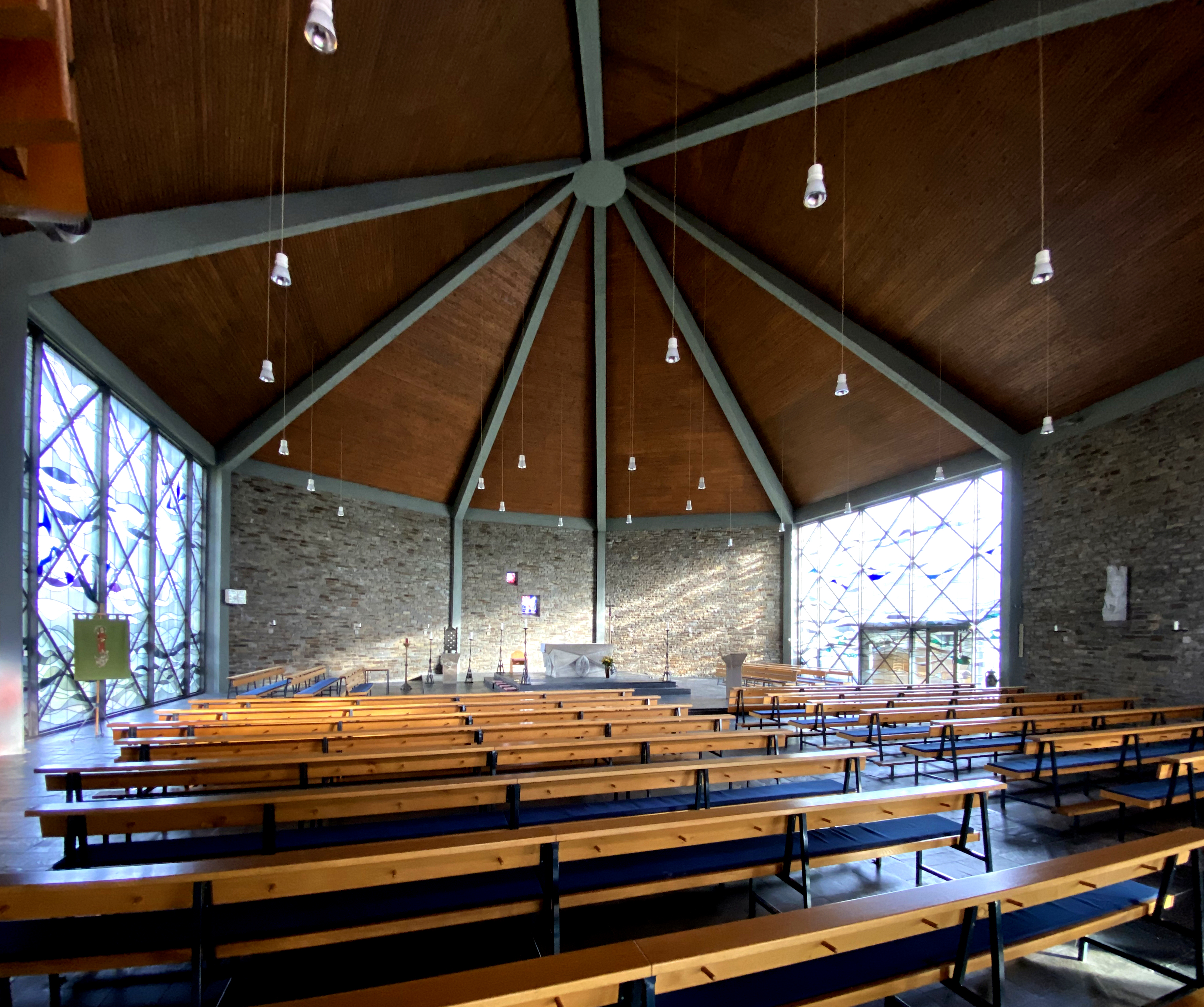
St. Michael
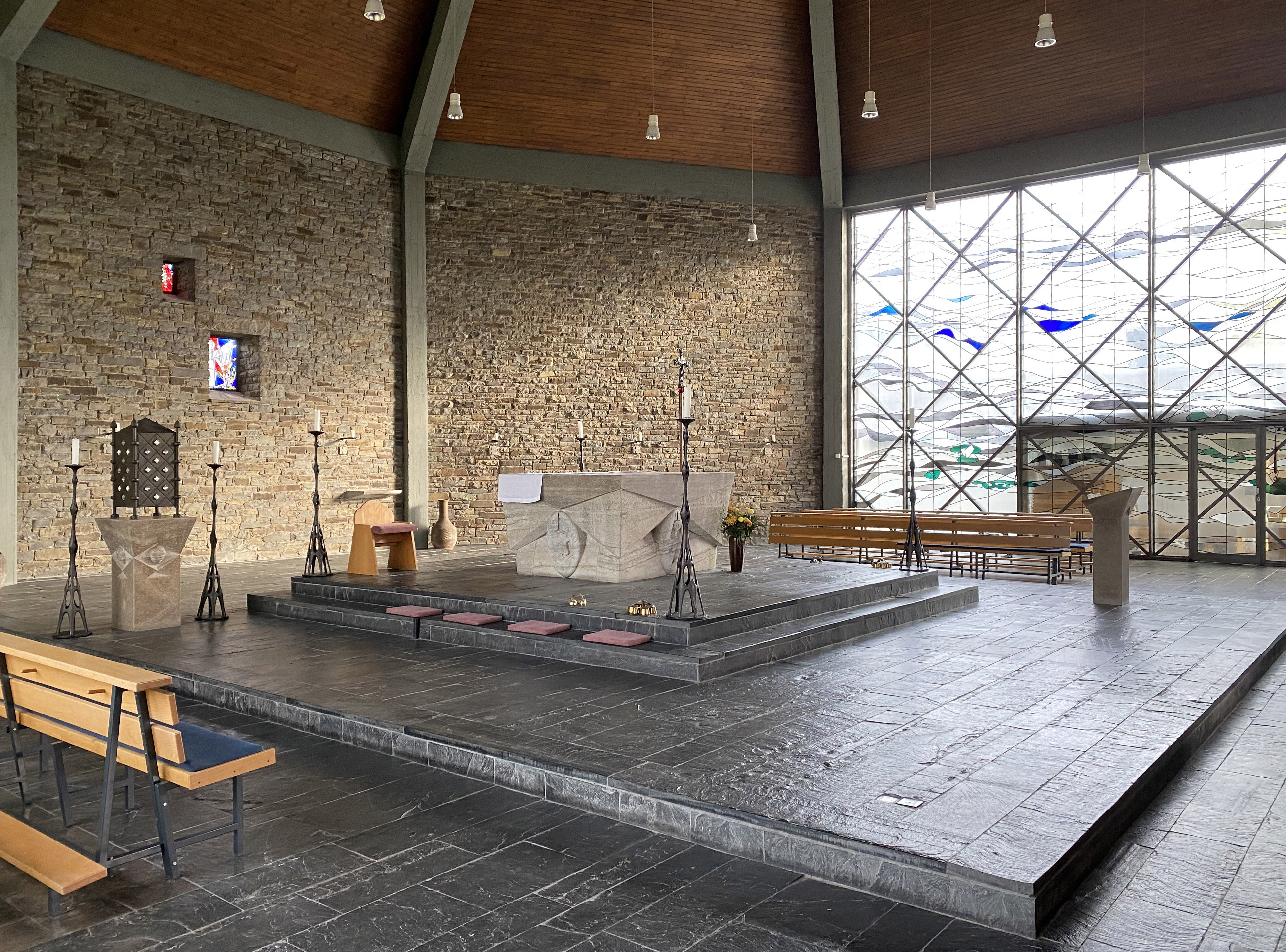
St. Michael
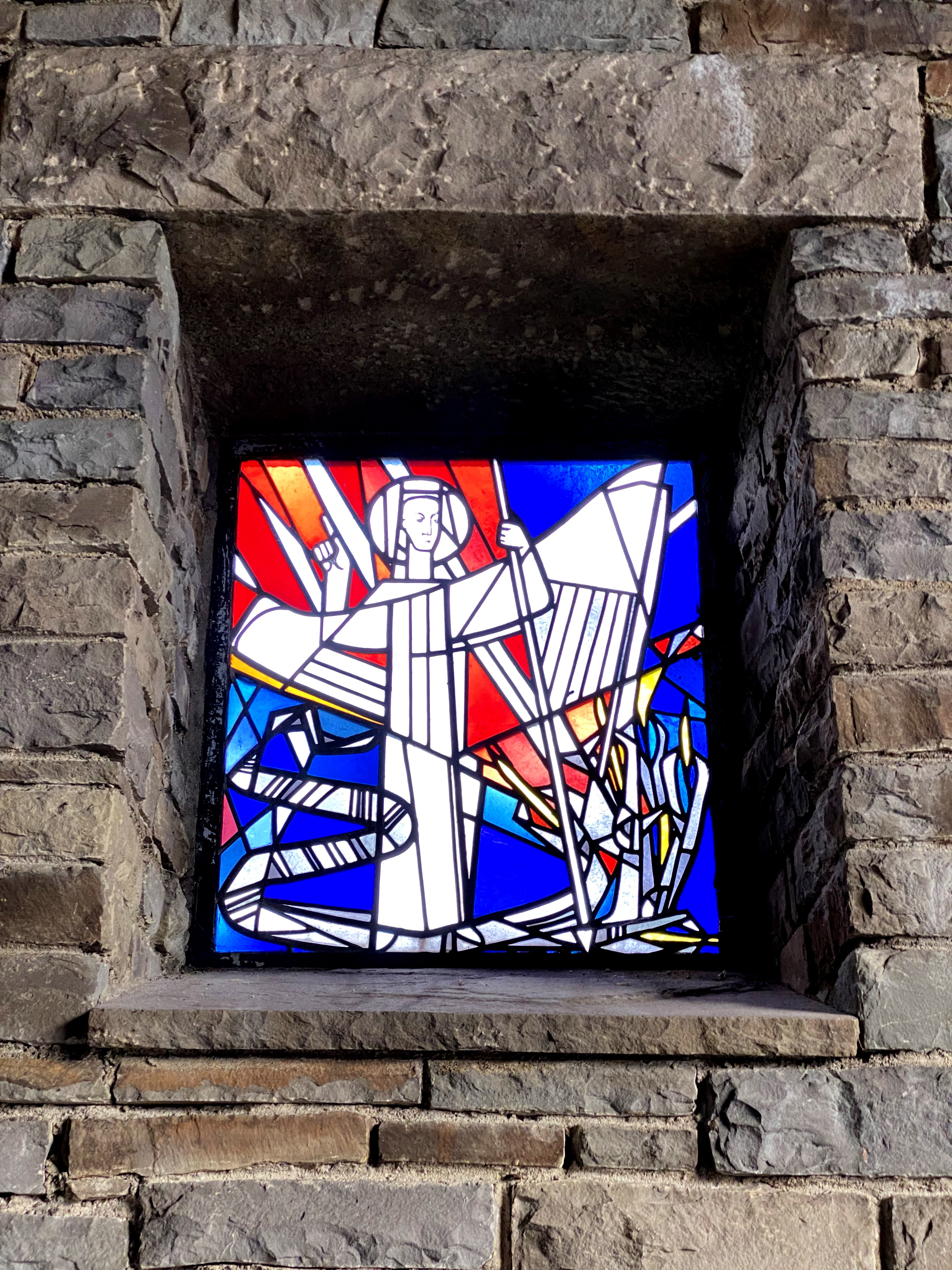
St. Michael
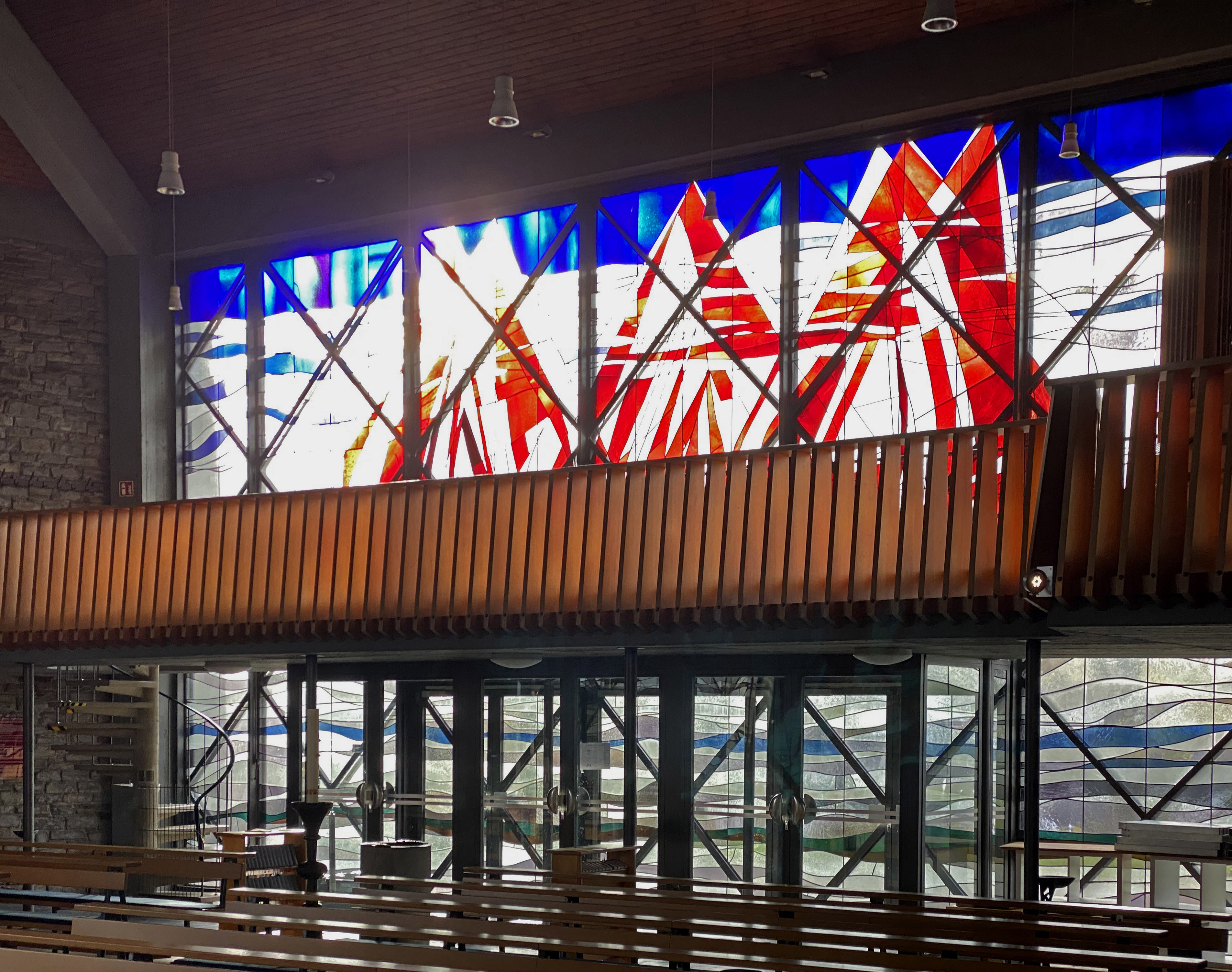
St. Michael

## Busverbindungen
Die Neye ist durch die VRS-Buslinie 337 sowohl nach Wipperfürth als auch nach Egen angebunden.